# 真空感應熔煉
真空感應熔煉（Vacuum induction melting，簡稱VIM）是一種在真空條件下利用電磁感應加熱原理來熔煉金屬的金屬工藝製程。最早的原型是在1920年開發。
在電磁感應過程中會產生渦電流，使金屬熔化。此製程可用來提煉高純度的金屬及合金，已用在太空梭以及核能產業上。

## 歷史
此製程是於1917年在德國哈瑙發明的，Heraeus Vacuumschmelze和Wilhelm Rohn博士在1918年1月12日申請了真空熔煉的專利，其專利編號是DE 345161。
Edwin Fitch Northrup在1920年製作了美國第一個真空感應熔煉爐的原形。
之後很快在1927年就在英國和瑞典看到中頻的真空感應熔煉爐。
此製程一開始是為了精煉像钴和镍等特定金屬。後來這些金屬和合金越來越普遍，真空感應熔煉技術也廣為產業界所接受。
許多飛機和核能的材料都是由真空感應熔煉所製成。

## 程序
真空感應熔煉會將無鐵心感應電爐放在真空腔体內。所有進行熔解和鑄造都是在低壓下進行，以管控合金化學製程。

## 用途
真空感應熔煉特別適用於熔煉熔點高過一般熔煉製程的合金。像鎳（熔點1455 °C）、鎳鐵以及高温合金就常用真空感應熔煉製造。真空感應熔煉常用在小批量生產，可以對合金中的金屬成份有高度的控制。真空感應熔煉過程中，不會有不想要的氣體元素（像氫、氮），其環境污染（例如粉塵）和氧化影響都很小。